# 無言歌
無言歌（むごんか、ドイツ語：Lied ohne Worte、英語：song without words、 フランス語：romance sans paroles）は、ロマン派音楽に伝統的な抒情的小品または性格的小品の一種。「言葉のない歌」という意味で、器楽曲、中でも主にピアノ独奏曲に用いられる。フェリックス・メンデルスゾーンが最初に用い、生涯にわたって作曲した。それらは『無言歌集』全8巻（48曲）として出版され、19世紀を通じて人気を博した。素人でも演奏できるように中級程度の演奏技巧で作曲されており、とりわけビーダーマイヤー時代にしばしば家庭音楽で好んで演奏された。なお、シャルル・グノーが伝えたところによると、「無言歌」の名称はメンデルスゾーンの姉ファニーの発案によるという。
その他の作曲家では、チャイコフスキーとフォーレがピアノ曲を作曲している。ピアノ曲以外では、メンデルスゾーン自身によるチェロとピアノのための《無言歌》の他、ホルストの管弦楽曲《2つの無言歌》などがある。また、シェーンベルクの室内楽曲《セレナーデ》の第6楽章、ホルストの《吹奏楽のための第2組曲》第2曲が「無言歌」と名付けられている。